# Протесты против повышения пенсионного возраста в России (2018)
Протесты против повышения пенсионного возраста в России — многочисленные массовые экономические и политические выступления российских граждан, начавшиеся после обнародования 14 июня 2018 года законопроекта о пенсионной реформе. Законопроект предусматривал поэтапное повышение возраста выхода на пенсию c 2019 года для мужчин до 65 и для женщин до 63 лет вместо действовавшего по 2018 год пенсионного возраста 60 и 55 лет, соответственно; позднее президент России Владимир Путин предложил новую возрастную планку — 65 и 60 лет, соответственно.
В связи с проведением в России Чемпионата мира по футболу, по соображениям безопасности, митинги и демонстрации до 25 июля не были разрешены в городах, где проводились матчи ЧМ. Однако уже 28 июля крупные митинги против реформы состоялись в Москве и Санкт-Петербурге.
Законопроект, предусматривающий изменения пенсионной системы, был принят Государственной думой в первом чтении 19 июля (тогда все присутствовавшие депутаты от партии власти «Единая Россия» проголосовали «за», кроме Натальи Поклонской, а КПРФ, ЛДПР и «Справедливая Россия» не поддержали реформу), во втором — уже с поправками — 26 сентября (против были КПРФ и 17 депутатов от СР; депутаты от ЛДПР и Поклонская не голосовали), а в третьем — 27 сентября. 3 октября законопроект одобрил Совфед, в тот же день президент России подписал закон о пенсионной реформе.
Наиболее массовые выступления против пенсионной реформы проходили с июля по сентябрь 2018 года. Главное требование — отказ от изменений пенсионного законодательства. Также звучали призывы к отставке правительства и президента, инициировавших пенсионную реформу. С принятием в октябре закона о реформе протестные акции не прекратились, однако масштаб уличных действий резко снизился (при сохранении иных форм активности). После 7 ноября 2018 года не было анонсировано никаких новых митингов, но отдельные акции продолжались до конца декабря. С весны 2019 г. наметилась тенденция к возобновлению протестных мероприятий, хотя их размах был несопоставимо меньше, чем в 2018 году. С 2020 г. уличные выступления стали невозможными из-за разразившейся эпидемии, продолжавшейся по начало 2022 года. По сути, основные публичные протестные действия датируются одним 2018 годом.
Решение повысить пенсионный возраст стало беспрецедентным за почти 90 лет советской и постсоветской истории.

## Причины недовольства
Недовольство пенсионной реформой было вызвано существенностью для большинства россиян финансовых потерь из-за сдвига пенсионного возраста. Значимым дополнительным обстоятельством явились действия инициаторов реформы: сокрытие В. В. Путиным в ходе избирательной кампании-2018 намерений провести изменения в пенсионной сфере, использование заведомо несостоятельной аргументации повышения возраста пенсии (в том числе понятия ОПЖ вместо демографической нагрузки), отказ от диалога с населением по данной проблематике.
Власти не предпринимали никаких превентивных действий по подготовке населения к пенсионным изменениям, при установлении параметров реформы не учитывалось социально-экономическое и демографическое положение большинства граждан, оценки ситуации зачастую противоречили реальности, игнорировались отрицательный опыт и последствия ранее проведённых правительством реформ (в здравоохранении, образовании и т. д.).
По данным руководителя КТР, депутата Госдумы от «Справедливой России» О. В. Шеина, план реформы был согласован на встрече представителей правительства и МВФ в мае 2017 года, но не только он не был доведён до граждан страны до выборов 2018 года, но и властью отрицалось даже само наличие подобных замыслов. В 2005 г. В. В. Путин утверждал, что «пока он является президентом, повышения пенсионного возраста не будет», подобные высказывания звучали и в последующие годы, и лишь после инаугурации президент сослался на то, что «ситуация изменилась».
На восприятие правительственной инициативы повлиял также выбор момента информирования о намерении поднять пенсионный возраст. Это было сделано одновременно с открытием в России чемпионата мира по футболу, что отвлекало внимание, ослабляло информационное освещение и снижало осведомлённость граждан о предстоявших изменениях. До конца лета 2018 года власти комментировали пенсионную реформу так, будто бы Путин никак к ней не причастен. Пресс-секретарь президента Д. С. Песков в то время говорил, что ни Путин, ни его администрация не участвуют в обсуждении реформы, поскольку пока у нее нет «окончательных очертаний», и советовал обращаться к правительству. Вся процедура продвижения законопроекта проводилась в спешке, без разъяснительной работы, в неудобные для дискуссий месяцы летних отпусков.

## Требования
Основным требованием протестующих являлась отмена предложенной правительством пенсионной реформы.
Прочие высказанные требования, касающиеся пенсионного законодательства: провести всероссийский референдум о реформе (в чём партии КПРФ было отказано Центральной избирательной комиссией России), ввести запрет на любые обсуждения повышения возраста выхода на пенсию, упразднить Пенсионный фонд (передав его функции МФЦ и Казначейству). Кроме того, протестующие призывали вернуть прежний процент НДС, остановить рост цен на бензин, привлекали внимание к иным социальным проблемам.
Считая, что проталкиванием пенсионной реформы власть предала интересы трудящихся, участники публичных акций в ряде случаев выдвигали лозунги об отставке правительства РФ, председателя правительства, президента РФ, о роспуске Госдумы, об отзыве депутатов от «Единой России», поддержавших законопроект.

## Формы протеста
Для выражения несогласия с изменениями пенсионного законодательства протестующими использовались различные организационные формы:
- Интернет-акции (сбор подписей против законопроекта, антиреформенные публикации)➤;
- уличные мероприятия (митинги, демонстрации, пикеты, агитация против инициаторов реформы)➤;
- сбор подписей под обращением к В. В. Путину на бумажном носителе[20][21];
- общественные обсуждения и конференции, посвящённые возможным последствиям реформы[22];
- протестное голосование осенью 2018 года (позднее — «умное голосование» Навального и др.)[23];
- официальные обращения к представителям власти с требованием о разъяснении позиции[23];
- подача судебных исков (о компенсации морального ущерба в связи с пенсионной реформой)[23];
- отдельные противоправные выходки[23].

Депутаты Государственной думы от оппозиции (КПРФ+СР+ЛДПР+ГП) подготовили обращение в Конституционный суд с целью признания закона о пенсионной реформе противоречащим п. 2 ст. 55 Конституции РФ, согласно которому в России не должны приниматься законы, которые «отменяют или умаляют права и свободы» граждан. По мнению юристов КПРФ, реформа может касаться начинающих трудовой путь россиян, но не уже работающих граждан, для которых появляется ранее никак не оговаривавшийся и ухудшающий их положение сдвиг выхода на пенсию. В итоге суд встал на сторону властей.

## Контингент протестующих
Негативное отношение к планам реформаторов высказывали россияне всех возрастных групп из всех регионов, независимо от политических взглядов.
Наиболее выраженное отторжение реформы было характерно для мужчин (женщин), приближавшихся к действовавшему 60- (55-) летнему пенсионному рубежу; они же являлись активными участниками протестных мероприятий. Было очевидно, что, помимо психологической стороны ситуации, данная категория граждан, как никакая другая, при запуске реформы столкнётся с проблемой не адаптированного к новым реалиям рынка труда. Несправедливость в отношении этих людей усугубляется тем, что как раз они в 1990-е годы, в начале карьеры, попали под основной удар от развала СССР, что поставило многих из них, в профессиональном плане, в менее выгодное положение, по сравнению как с более старшими, так и с более младшими коллегами. Шок у предпенсионеров от решения о реформе был сильным также потому, что в 2015 году, абстрактно рассуждая на тему подъёма возраста пенсии (о реальном подъёме речь тогда не шла), В. В. Путин подчёркивал, что никакое изменение «не должно касаться людей предпенсионного возраста», кто «уже практически заработал свои пенсионные права».
Летом и осенью 2018 года на митинги приходило немало молодёжи, ещё не думающей о своей собственной пенсии, и уже состоявшихся пенсионеров — они были обеспокоены судьбой родственников. Однако в итоге, как отмечалось оппозиционными СМИ спустя год после анонсирования реформы, межпоколенческая солидарность проявилась недостаточно сильно.

## Организаторы акций
Из политических партий, наиболее значительную роль в координации протестов играла КПРФ, однако мероприятия организовывались также партией «СР», ЛДПР и другими левыми и/или либеральными объединениями. В акциях против повышения пенсионного возраста участвовали некоторые депутаты Госдумы от КПРФ и СР.
Персонально, заметной движущей силой антиреформенных выступлений являлись Г. А. Зюганов и А. А. Навальный. Навальный и его сторонники первыми подняли протестную волну, провели две акции всероссийского масштаба (1 июля и 9 сентября, охват: 84 города), а также серию локальных митингов. Зюганов организовал мероприятия с суммарным числом участников более 100 тыс. (подсчёт КПРФ), в 100 городах. Помимо Зюганова и Навального, среди лидеров протестов выделялись О. В. Шеин и С. С. Удальцов. Последний до 14 сентября был под арестом, далее суд на три года запретил ему посещать митинги. Также позиционировали себя как активистов протестов С. М. Миронов (СР), С. С. Митрохин («Яблоко»; эта партия против реформы, хотя некоторые её видные члены — М. И. Амосов, Г. А. Явлинский — высказывали особую позицию) и В. В. Жириновский (ЛДПР). Но Жириновского (кроме 9 сентября) и Миронова на протестах против реформы видно не было.
Важную организаторскую роль выполняли профсоюзы. Так, «Конфедерация труда России» (КТР) сразу же после объявления о реформе создала интернет-петиции против законопроекта. Позднее КТР попыталась провести несогласованный митинг в Санкт-Петербурге. Федерация независимых профсоюзов России (ФНПР) 18 июня разослала в профорганизации страны письмо о мероприятиях в связи с планами правительства. Рекомендовалось «проводить с соблюдением российского законодательства митинги, шествия, пикеты и другие коллективные действия против повышения пенсионного возраста». В июне-июле 2018 г. отделения ФНПР участвовали в более чем сотне митингов и пикетирований. Однако, при всём этом члены ФНПР, являющиеся депутатами от «Единой России», проголосовали 19 июля за законопроект. Кроме того, были случаи, когда организаторы митингов из числа профсоюзных активистов-единороссов стремились снизить остроту выступлений участников, препятствуя, например, заявлению любых лозунгов против В. В. Путина в связи с реформой.
С самого начала в проведении протестных акций участвовала левопатриотическая организация «Суть времени». Ею было собрано свыше 1 млн подписей против реформы, с указанием адреса и/или телефона подписавшегося, впоследствии переданных в администрацию президента РФ. В феврале-марте 2019 года эта организация созвала общественные форумы для разъяснения губительных последствий пенсионных изменений.

## Интернет-активизм
В июне 2018 г. основные протестные действия происходили в сети Интернет (масштабные уличные акции начались позднее).
Профсоюзы опубликовали петицию на портале Change.org, в которой требовали не повышать пенсионный возраст, она за несколько дней набрала более 1 млн подписей, в итоге петицию подписали порядка 3 млн человек. Две аналогичные петиции собрали необходимые 100 тыс. подписей на РОИ.
Взрыв активности выражения позиции граждан по тематике пенсионной реформы имел место также в социальных сетях, на персональных сайтах отдельных лиц, в колонках для публичных комментариев к статьям в газетах и т. п. Содержание и общий тон высказываний однозначно свидетельствовали о неприятии реформы населением. Чтобы создать иллюзию наличия и сколько-нибудь заметного числа одобряющих замысел правительства, провластными Интернет-троллями осуществлялся вброс сообщений в поддержку повышения пенсионного возраста.
Новая волна негодования в Интернете поднялась в конце августа, после телеобращения президента России В. В. Путина к гражданам. Многие связывали с Путиным надежду на кардинальную корректировку планов власти в пенсионной сфере и были разочарованы. Не только оппозиционеры, но и теперь уже бывшие сторонники «Единой России» в крайне резких формулировках отреагировали на его речь.
С сентября стали формироваться Интернет-каналы, освещающие и координирующие акции в рамках «бессрочного протеста» против пенсионной реформы.
1 ноября А. А. Навальный анонсировал новую опцию на антиреформенном сайте: недовольный гражданин мог подписать заготовленное шаблонное письмо и отослать случайно выбираемому депутату Думы из поддержавших законопроект; в письме содержится просьба подробно разъяснить причины голосования «за».
В апреле 2019 г. на Change.org был запущен сбор подписей за отмену начавшейся с января пенсионной реформы.

## Уличные протесты: статистика

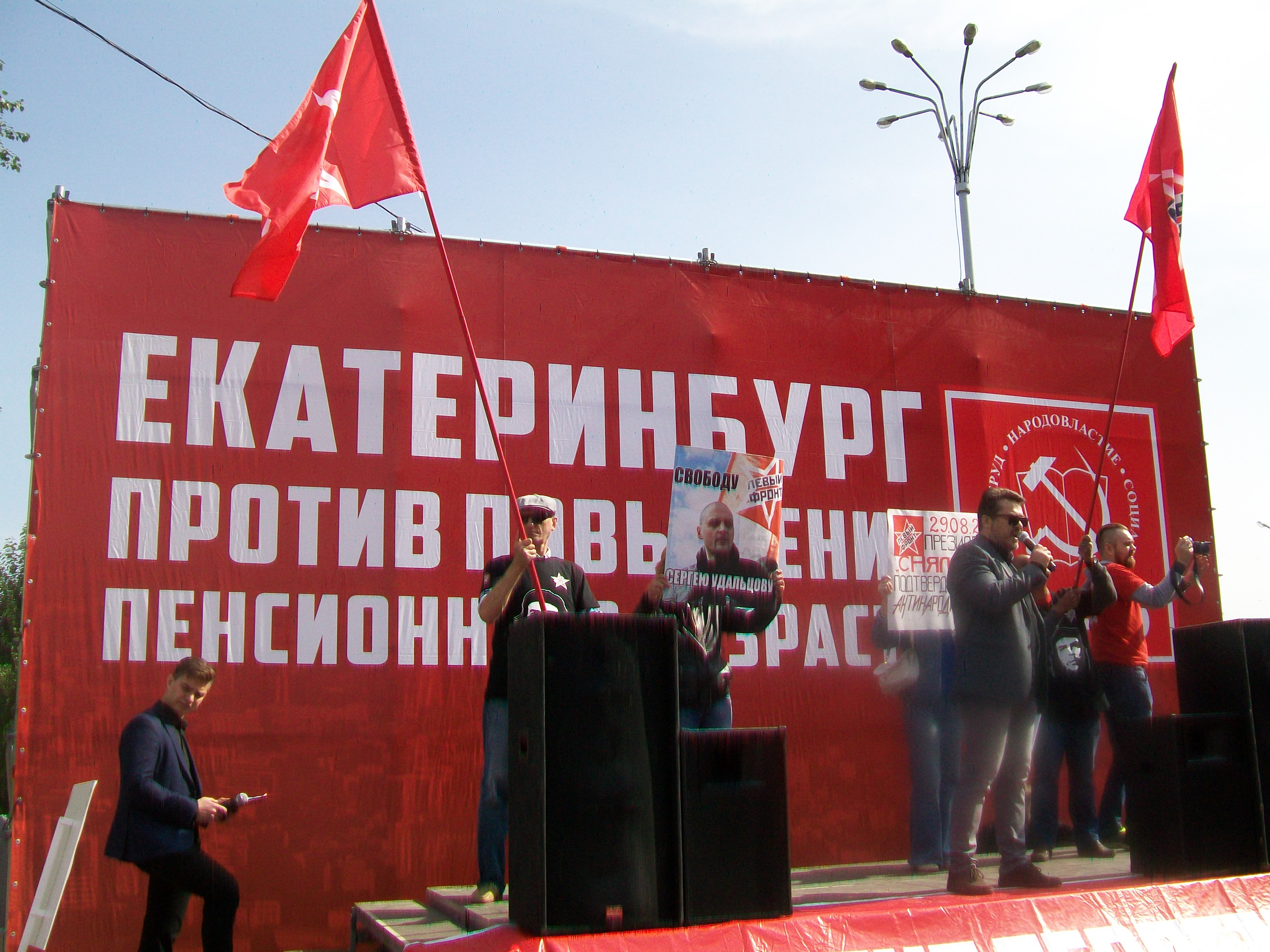
Екатеринбург, 02.09.2018: акция против пенсионной реформы

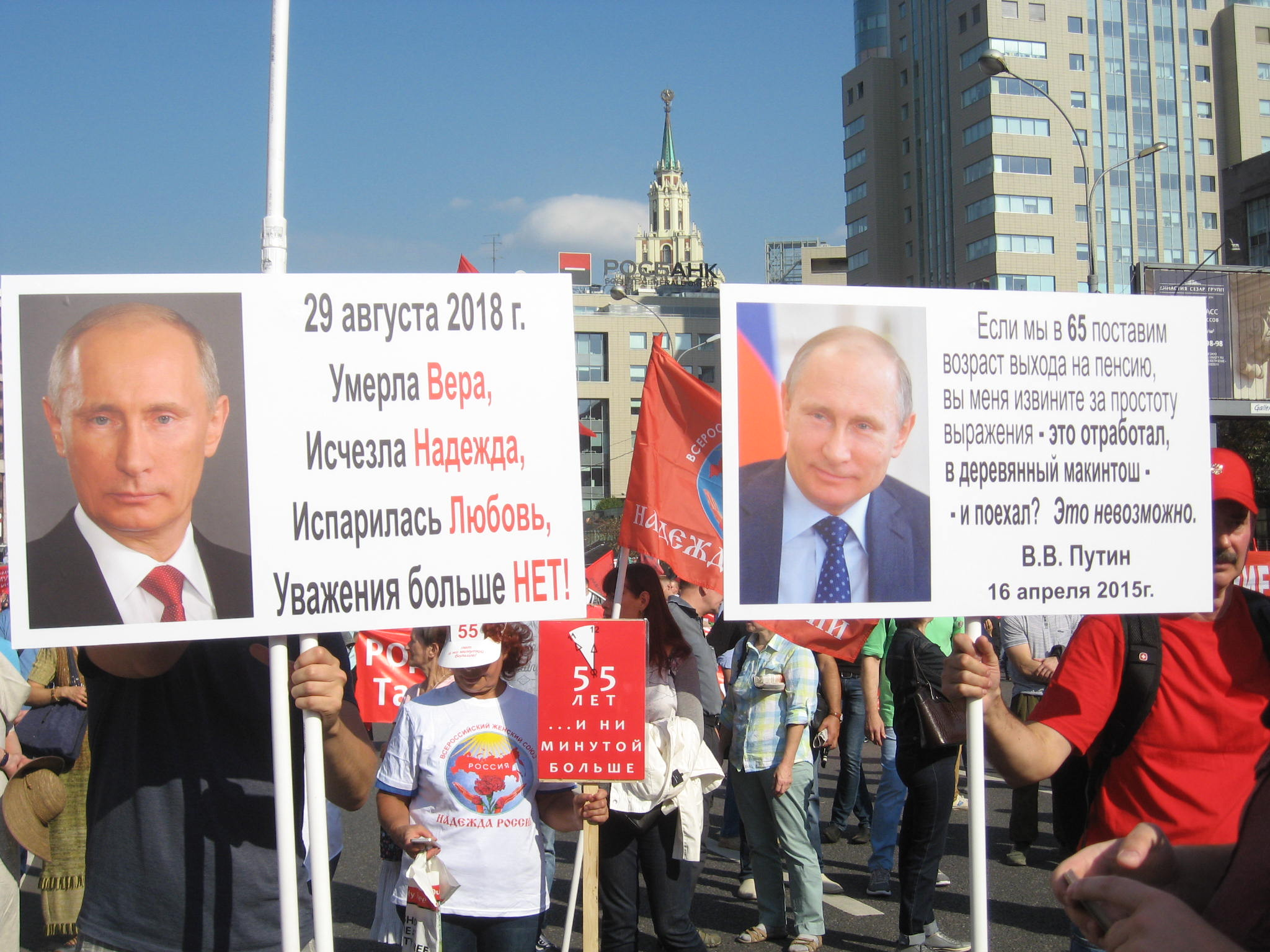
Москва, 22.09.2018: антипрезидентские плакаты на митинге против реформы

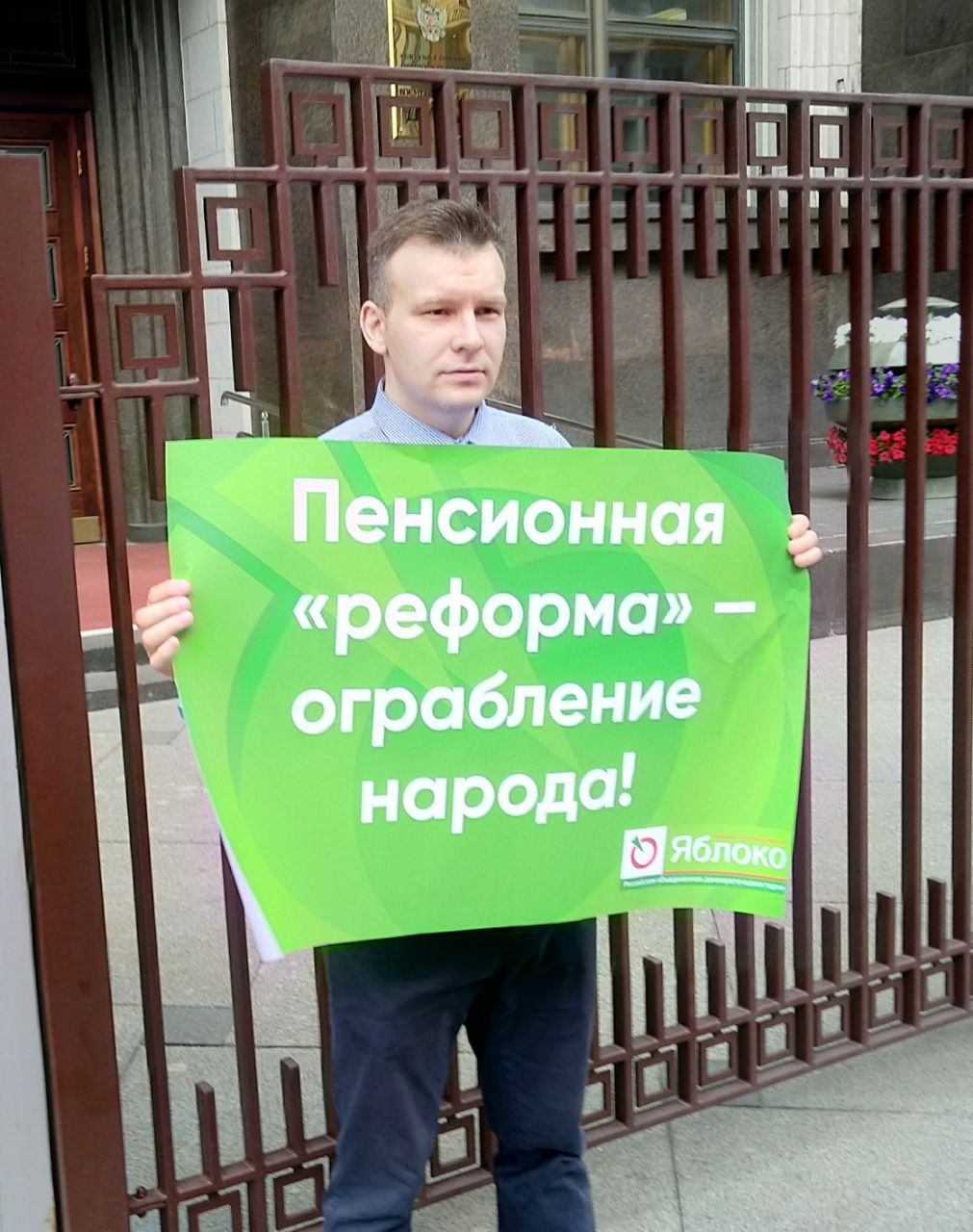
Одиночный пикет против пенсионной реформы активиста партии «Яблоко» Николая Кавказского, 19 июня 2018 г.

Некоторые статистические данные по уличным акциям против повышения пенсионного возраста за время до 10 ноября 2018 года:
- число акций во 2-м плюс в 3-м квартале: 1174 (119 + 1055);
- число акций в 4-м квартале, уже после принятия закона о реформе: 33;
- процент акций, согласованных с властями: 90,8 %;
- процент акций с участием более 5 тыс. чел.: 0,3 %, от 1 до 5 тыс.: 7,3 %;
- процент акций вне административных центров: 46,7 %;
- процент акций, со-организованных КПРФ: 67,9 %, Навальным: 10,6 %.

Источник сведений — аналитический обзор «Центра экономических и политических реформ». В том же обзоре отмечались резкая политизация пенсионного протеста и его антипрезидентская направленность (ранее абсолютно нехарактерная для выступлений по социально-экономическим вопросам). Президента упрекали в отказе от своих прежних обещаний не повышать возраст выхода на пенсию и в замалчивании данной тематики перед выборами.
По оценкам социологов, третий квартал 2018 года отличался почти трёхкратным ростом числа протестных выступлений, по сравнению с третьим кварталом 2017 года или первым кварталом 2018-го, причём почти половина из них касалась пенсионной реформы.

## Уличные протесты: хронология
В уличном протестном движении выделяется три периода, их границы связаны с обнародованием законопроекта (14 июня), выступлением Путина (29 августа) и окончательным принятием закона о реформе (3 октября).
Уличные выступления граждан против повышения пенсионного возраста охватили всю страну; сразу после снятия связанных с ЧМ-2018 запретов они стали массовыми. Каждые выходные, иногда и в будние дни проходили какие-то антиреформенные мероприятия в различных населённых пунктах. Ниже в хронологическом порядке представлены заметные акции, но это не есть исчерпывающий перечень протестных событий.

### 14 июня — 29 августа
Данный период характеризовался шоковой реакцией на внезапную информацию, невозможностью немедленных протестных действий из-за ЧМ-2018, нарастанием волны протестов во второй половине лета, концентрацией требований вокруг отказа от пенсионных изменений (при относительно слабом заявлении политических лозунгов), неявной адресацией митинговых обращений Путину в надежде на его вмешательство и радикальный откат планов правительства.

#### Июнь
В связи с ограничениями на уличные акции в период ЧМ-2018 организация таких акций в июне была затруднена. Единичные пикеты и небольшие по масштабу митинги состоялись преимущественно в восточных регионах РФ. Постепенно, с конца месяца, публичные выступления всё же стали набирать обороты и приобрели большее значение, в сравнении с интернет-акциями. За весь месяц наиболее массовой акцией протеста стал митинг сторонников Алексея Навального в Иркутске, проходивший 30 июня, в котором, по разным данным, участвовало около 500 человек. 29 июня прошёл митинг в Переславле-Залесском.

#### 1 июля
Первые яркие уличные протестные акции в России начались 1 июля, в этот день прошли всероссийские митинги сторонников Алексея Навального. Сам оппозиционер в митингах не участвовал, так как их не было в городах, где проводился чемпионат мира по футболу, в числе которых и город Москва, являющийся местом постоянного нахождения А. А. Навального.

#### Первая половина июля
Профсоюзы, КПРФ и Левый фронт организовывали акции протеста в десятках городах России. Один митинг провёл штаб Навального. Ещё один — ПАРНАС. Митинги были относительно небольшими.

#### 18 июля

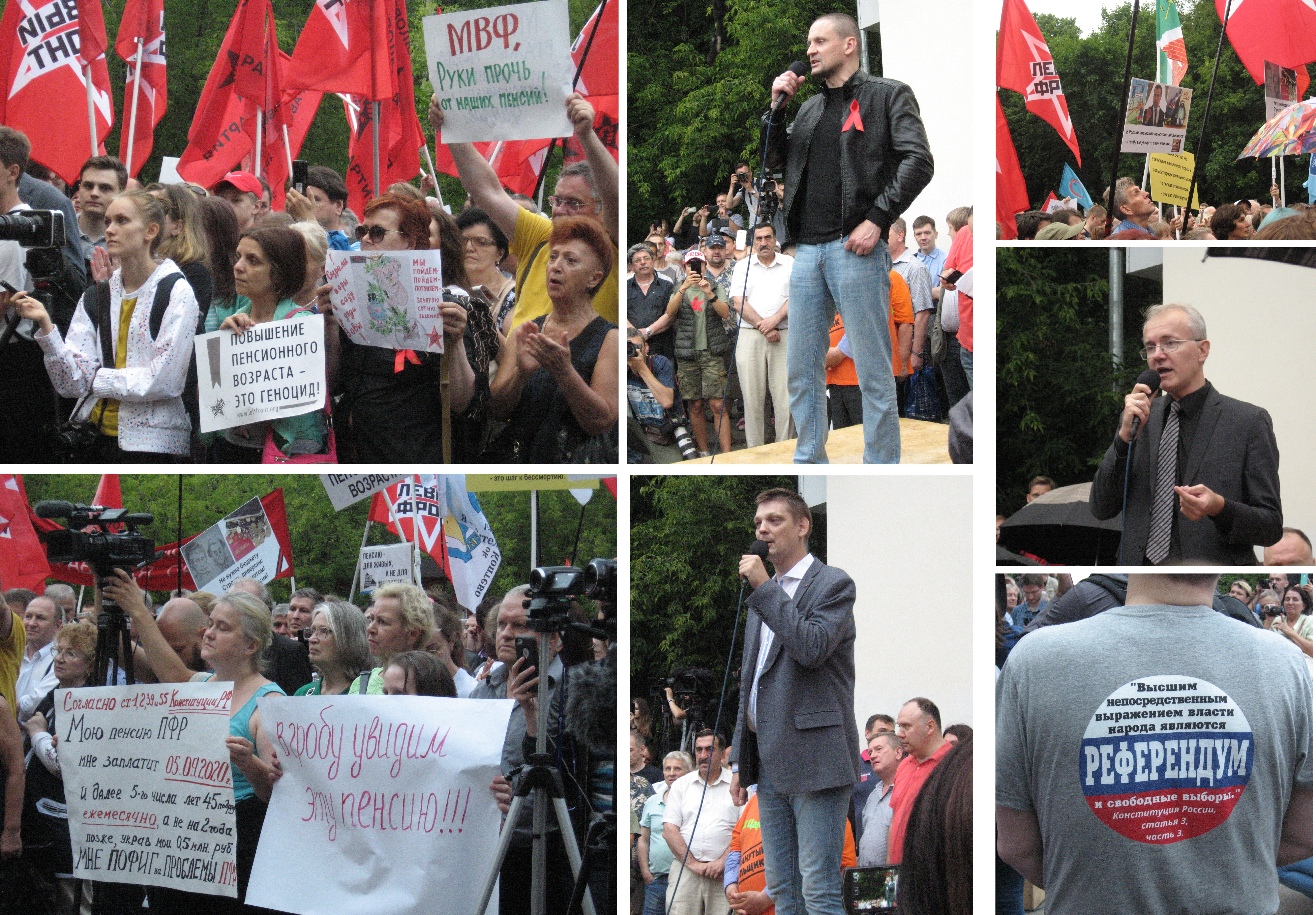
Гайд-парк, 18 июля 2018 г.

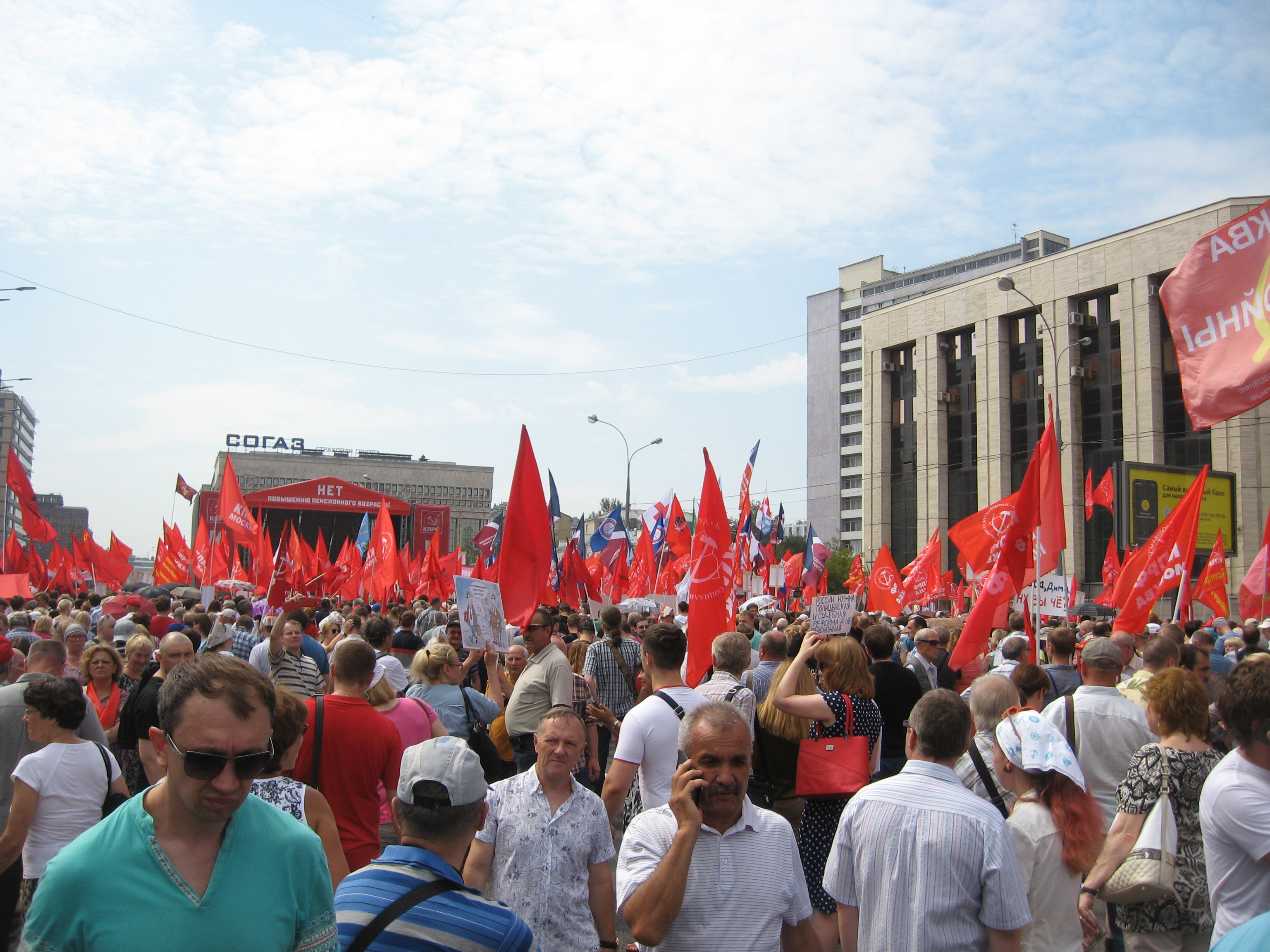
Митинг 28.07.2018 в Москве

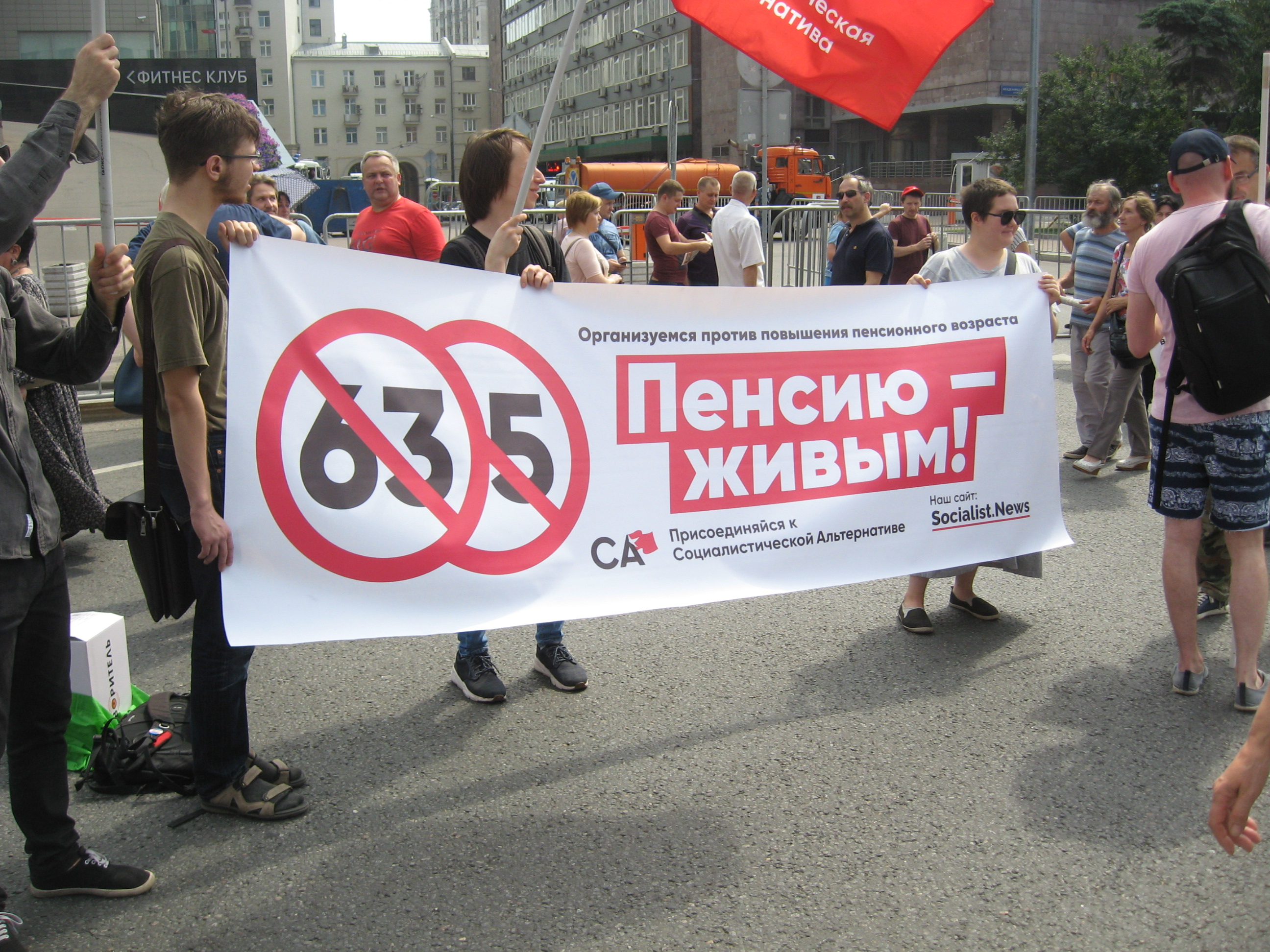
Митинг 28.07.2018 в Москве

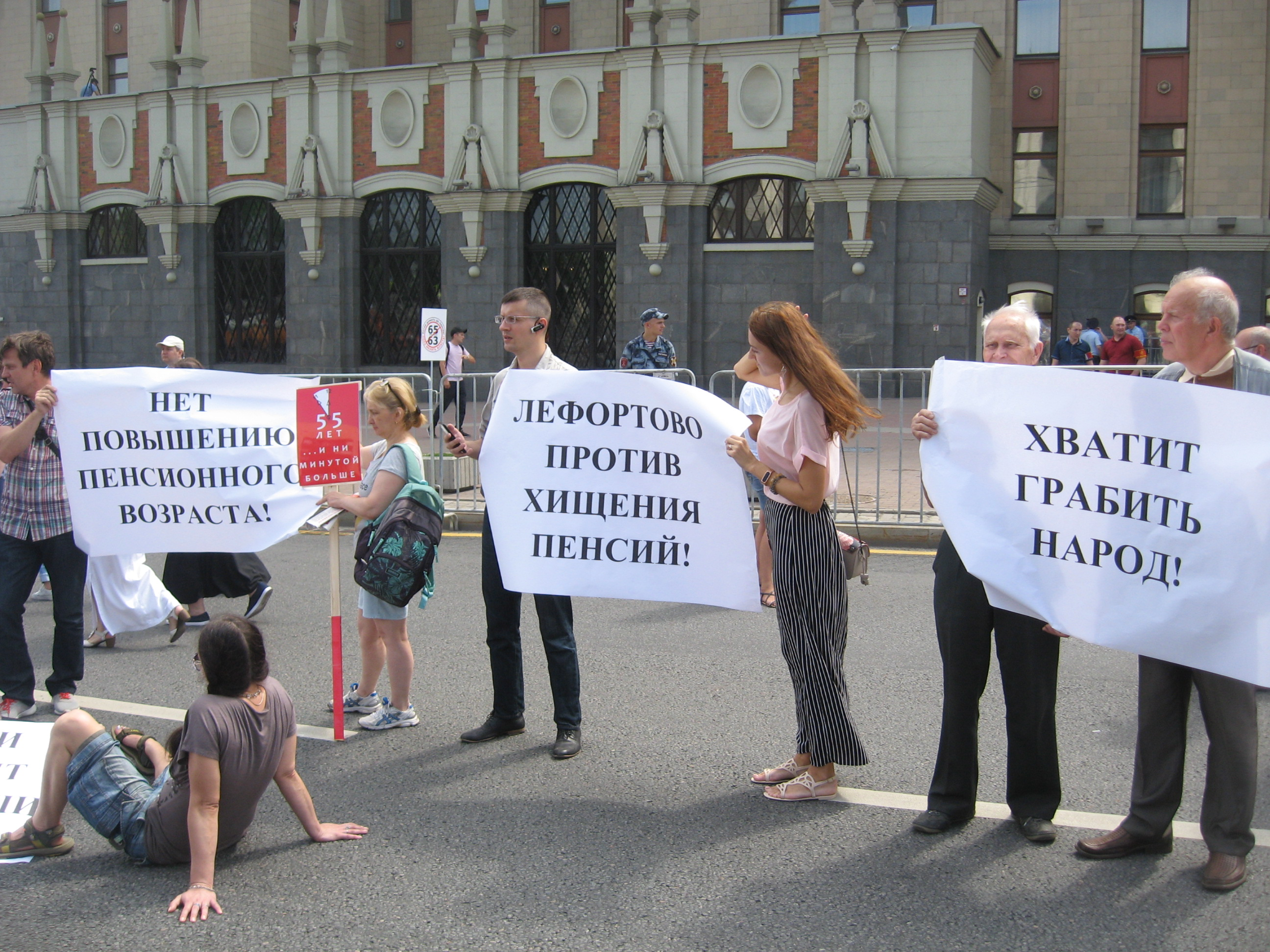
Митинг 28.07.2018 в Москве

18 июля была проведена акция протеста в Москве в гайд-парке «Сокольники», организованная общественным движением «Гражданская солидарность». К акции присоединились представители Революционной рабочей партии, Левого фронта, Объединённой коммунистической партии, Левого блока, партии «Другая Россия», РОТ-ФРОНТ’а и Движения обманутых дольщиков, некоторых других организаций и объединений; а также приехавшие представители регионов (Алтай, Новосибирск и др.). На митинге, по разным данным, было до 3000 человек.
Выступали Сергей Удальцов, Олег Шеин (КТР), Александр Батов, Владимир Лакеев и другие. Участники требовали отмены законопроекта о пенсионном возрасте, смены правительства и курса развития страны на более социально-ориентированный.
Митинги против пенсионной реформы прошли также в Санкт-Петербурге, Новосибирске, Чебоксарах и Калининграде. В центре Петербурга на несанкционированном митинге против пенсионной реформы задержаны 15 человек. Как сообщил один из заявителей акции, депутат заксобрания Петербурга от партии «Яблоко» Борис Вишневский, в шествии приняли участие около 1 тыс. человек. Корреспондент «Ъ» оценил число участников в 150 человек.
Накануне, 17 июля, свыше двух тысяч человек провели митинг в Астрахани. Его организатором выступил вице-президент КТР Олег Шеин, к акции присоединились представители парламентской оппозиции.

#### 19 июля
В день рассмотрения законопроекта о повышении пенсионного возраста, свои митинги провели КПРФ (совместно с Левым фронтом), «Коммунисты России» и «Яблоко».

#### 20 июля
В Тюмени прошёл несогласованный митинг против пенсионной реформы. На нём собралось около 500 человек. Митинг прошёл и в Севастополе.

#### 28 июля
28 июля состоялась всероссийская акция протеста, проведенная КПРФ и Левым фронтом. В Москве на митинг пришли (по данным партии) до 100 тыс. человек; по данным волонтёров Белого счётчика — около 12 тыс.. В митинге участвовали представители разных партий, профсоюзов, общественных объединений. Участники требовали отмены повышения пенсионного возраста, отставки правительства и президента. Спустя две недели, 14 августа, координатор «Левого фронта» Сергей Удальцов был арестован на 30 суток: ему вменялось в вину то, что он перед началом мероприятия 28 июля «организовал другое, несанкционированное мероприятие, лозунги озвучивал, уничтожил портреты лиц, похожих на членов правительства РФ».
Митинги протеста (организованные КПРФ) состоялись также в Санкт-Петербурге (несколько тысяч участников); в Нижнем Новгороде; и в других российских городах (Казани, Уфе, Перми, Саратове, Сыктывкаре, Костроме, Челябинске и ещё, по крайней мере, в 28 городах). По данным КПРФ — около 100 городов. В Екатеринбурге, по подсчётам журналистов, собралось около трёх тысяч человек, по данным КПРФ до 10 тысяч человек. В Батайске в сквере Авиаторов на митинг против повышения пенсионного возраста пришло 500 человек, в Новочеркасске в митинге приняли участие более 1100 человек (данные по количеству подписей под резолюцией), в Брянске митинг против повышения пенсионного возраста на территории старого аэропорта собрал около 500 человек. В Курске на митинг против повышения пенсионного возраста пришло около 2000 человек.

#### 29 июля
В Москве прошёл митинг, организованный Либертарианской партией. На него пришло от 2,5 до 6 тысяч человек. Митинги состоялись также в трёх других городах: в Ярославле, Рыбинске и Кемерово. Во время акции задержали 4-х человек (журналиста Sota.Vision и 3-х организаторов). Все они были освобождены в тот же день.

#### 3 августа
В Тольятти прошёл митинг граждан против повышения пенсионного возраста, организованный КПРФ. На согласованную акцию, по данным журналистов, пришло около 700 человек.

#### 4 августа
На площади Победы в Волгодонске состоялся митинг, организованный партией КПРФ, на митинге присутствовало 1,5 тыс. человек.

#### 5 августа
Протест в Калининграде. У Дома искусств на Ленинском проспекте собралось ок. 200 человек. В Новосибирске на площади Пименова протестовать против повышения пенсионного возраста вышло ок. 2 тыс. человек.

#### 11 августа
Прошёл протест в Волгограде, организованный «Коммунистами России». На площадь перед театром «Царицынская опера» пришли около 100 человек.

#### 12 августа
В одном из гайд-парков Самары — сквере «Родина» — состоялся согласованный митинг, на который пришло ок. 5 тыс. человек. В акции приняли участие представители КПРФ, «Справедливой России», «Яблока» и «Левого фронта». Заявка на проведение митинга была подана местным движением «Гражданская инициатива».

#### 18 августа
Прошёл митинг в Нижнем Тагиле. У «Кургана памяти» на улице Володарского собралось 150 человек.

#### 21 августа
21 августа, в день парламентских слушаний по пенсионному законодательству, несколько десятков человек пришли к зданию Госдумы с требованием об отмене реформы. С протестующими встретились депутаты от КПРФ.

#### 26 августа
В Комсомольске-на-Амуре прошла акция протеста против пенсионной реформы под названием «Позорный полк». Участники прошли по улицам с портретами членов партии «Единая Россия» и транспарантом «Они проголосовали за повышение пенсионного возраста».
В Ханты-Мансийске, на площади Свободы собралось протестовать порядка 100 человек. Организатором акции выступила ЛДПР.

#### Сорвавшиеся акции
В июне партия «Яблоко» подала заявку на проведение в Москве митинга против повышения пенсионного возраста на 3 июля, но мэрия Москвы отказала, объясняя это тем, что в городах, где проводился на тот момент Чемпионат мира по футболу 2018, митинги были запрещены. То же самое сказали и «Левому фронту», который подавал заявку на проведение митинга 4 июля.
КТР 18 июля организовала несогласованный антиреформенный митинг в Санкт-Петербурге: митингующие пошли по Невскому проспекту в сторону канала Грибоедова. Там сотрудники полиции встали в линию и перегородили им дорогу. Было задержано 14 человек.
Попытка ПДС НПСР провести митинг 29 июля 2018 г. в Гайд-парке была сначала разрешена, а потом — запрещена. Участники собрались в формате встречи.

### 30 августа — 3 октября
Период отличался выдвижением, наряду с основным требованием отказа от реформы, лозунгов об отставке Путина (который стал восприниматься протестующими почти как враг), усилением требований отставки правительства, общим ростом озлобленности и одновременно снижением числа участников акций (из-за мнения, что протестные акции — по крайней мере, в рамках правового поля — никак не повлияют на решение властей).

#### 2 сентября

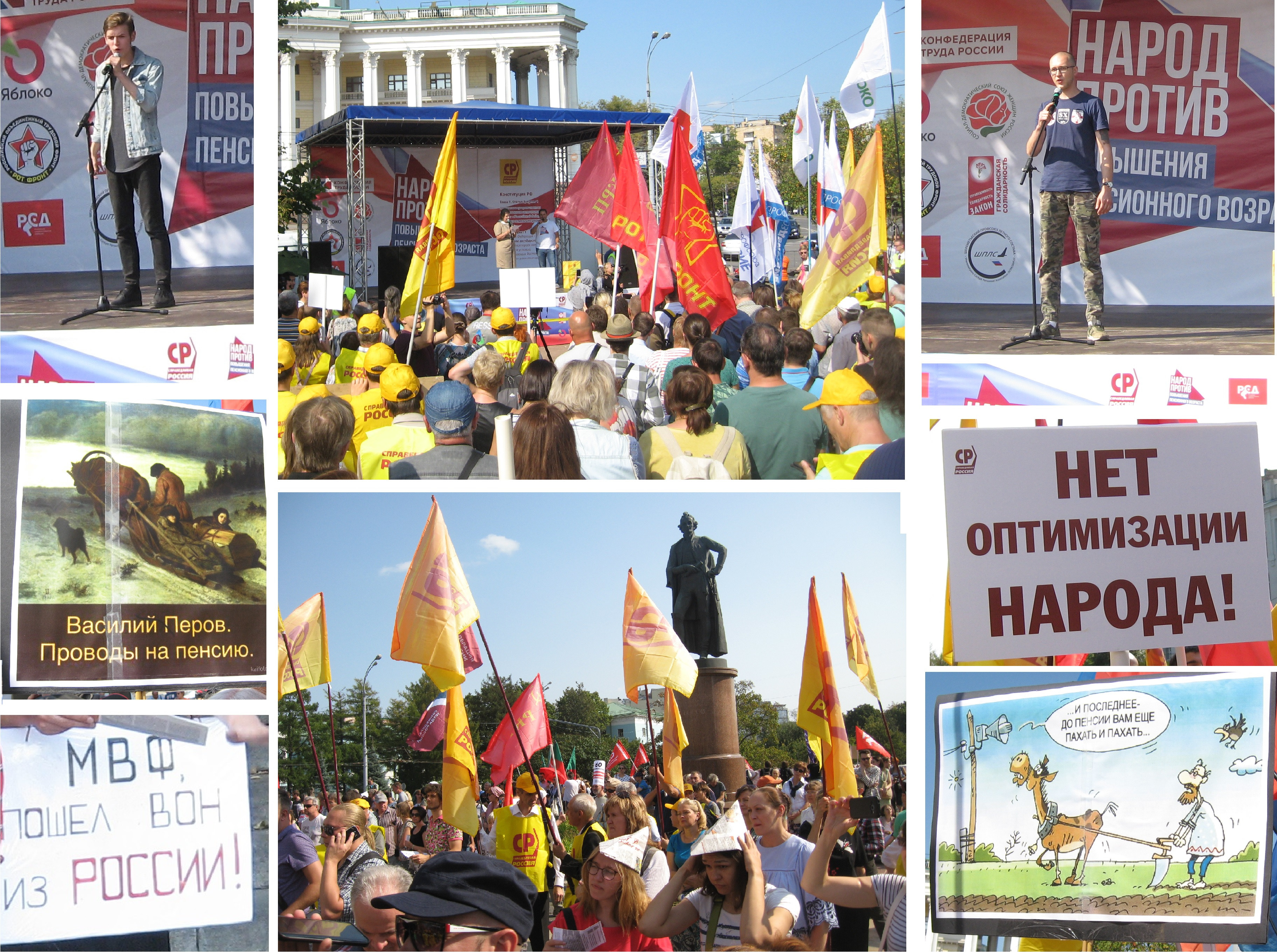
Митинг 2 сентября в Москве (КТР, СР и др.), ~5 тыс. участников.

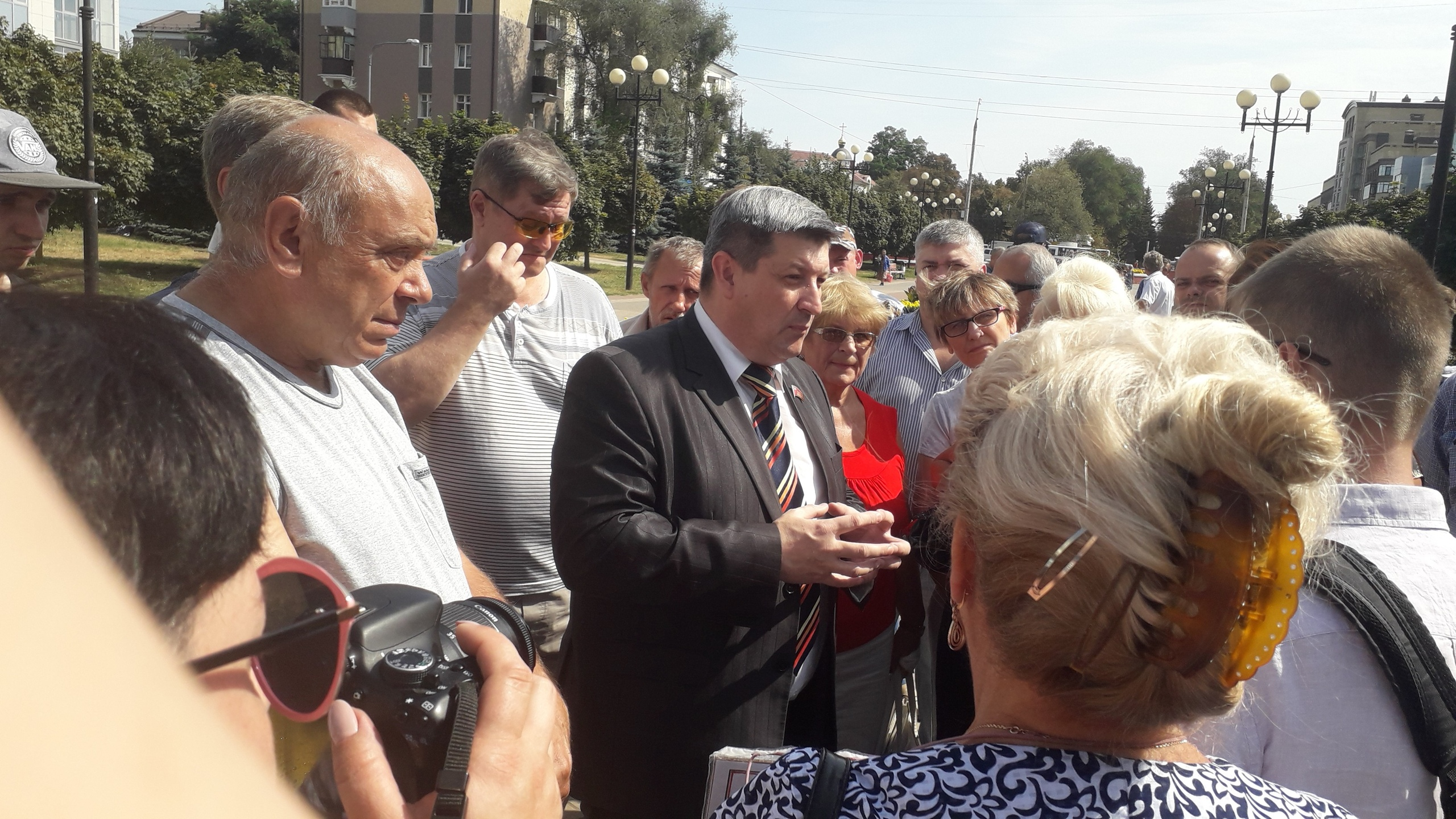
Встреча Станислава Панова с избирателями в Белгороде 2 сентября 2018 года

Общероссийским штабом протестных действий, в который входят представители КПРФ, Левого фронта, СР, партии «Яблоко» и профсоюзов, на 2 сентября была назначена всероссийская акция протеста против повышения пенсионного возраста. Об этом объявляла КПРФ на официальном сайте своей газеты «Правда». Эта же дата ранее неоднократно озвучивалась прочими ключевыми участниками протестов, хотя один из тех, кто объявил о митинге 2 сентября даже раньше КПРФ, Сергей Удальцов, был арестован на 30 суток.
Как и планировалось, 2 сентября в городах России были проведены различные протестные мероприятия.
В Москве, КТР (+ СР + др.) и КПРФ провели два раздельных митинга, вопреки призывам к объединению всех антиреформенных сил, — вероятно, из-за того, что организаторы не смогли договориться — хотя требования и предложения были фактически идентичны. По словам организаторов, на митинг коммунистов в столице пришло больше людей, чем 28 июля. Однако, по данным волонтёров Белого счётчика, считающих людей, проходящих через рамки металлодетекторов, в этот раз в митинге приняло участие 8.9 тыс. человек, против 12 тыс. 28 июля. Выступили лидер протеста Г. Зюганов, кандидат в мэры Москвы В. Кумин, супруга арестованного С. Удальцова Анастасия, депутат Думы В. Рашкин. Выступающие клеймили руководство страны нелестными эпитетами, призывали усилить давление на власть, а также требовали снять с выборов кандидата в мэры С. С. Собянина.
В Белгороде местные власти не согласовали акцию протеста, в связи с чем прошла встреча кандидата в Белгородский горсовет С. Панова (кандидата в губернаторы Белгородской области от КПРФ в 2017 году, обогнавшего по результатам действующего губернатора области Е. С. Савченко в Старом Осколе) с протестующими гражданами.

#### 4 сентября
На митинги против пенсионной реформы, организованные Федерацией профсоюзов Архангельской области, пришли в Архангельске — 300 человек, в Северодвинске — 1000 человек.

#### 9 сентября

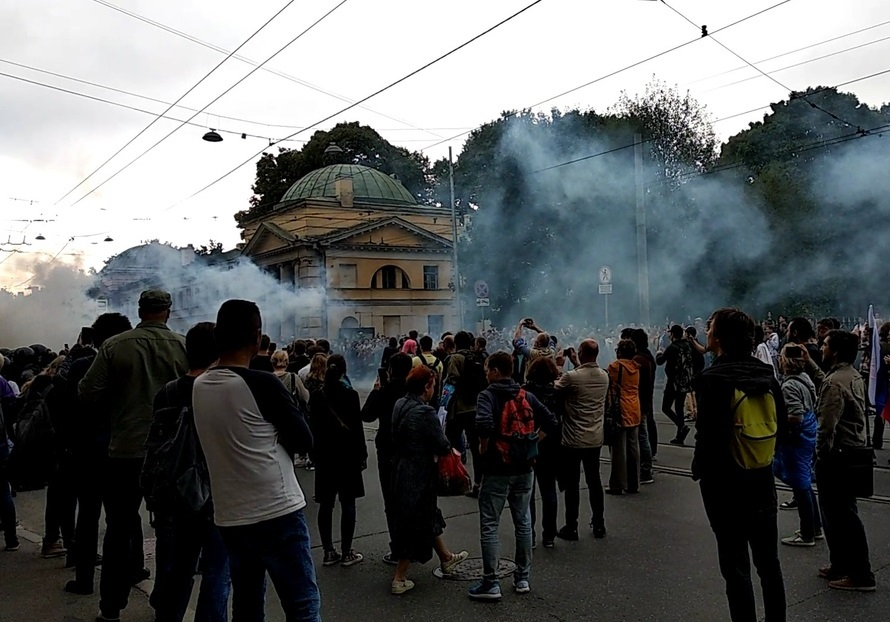
Протестующие выкинули дымовую шашку около Военно-медицинской академии имени С. М. Кирова

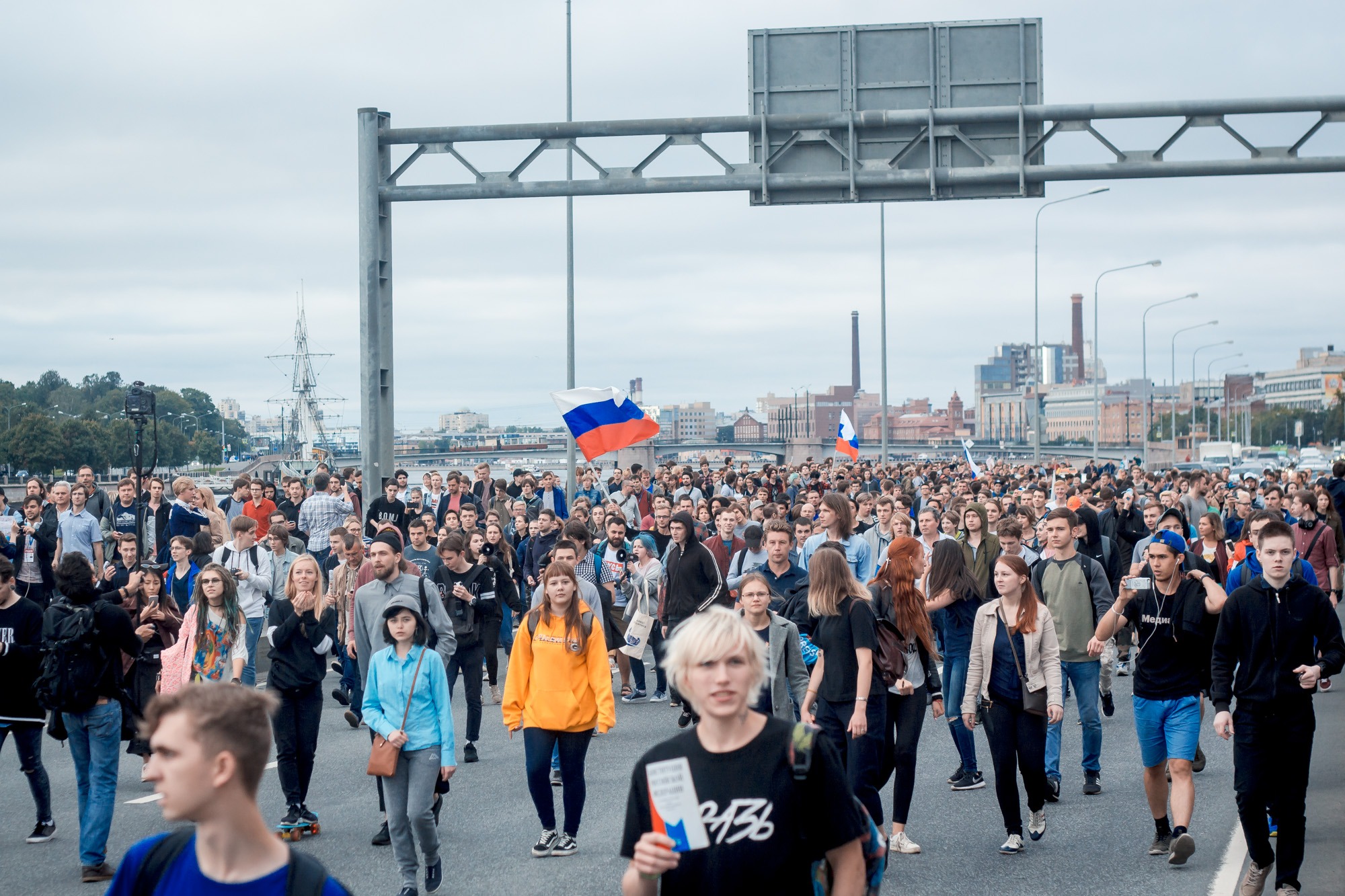
Перекрытие протестующими Пироговской набережной в Санкт-Петербурге

9 сентября — единый день голосования. На этот день Алексей Навальный объявил всероссийскую акцию протеста. Но 25 августа Навального задержали, а 27 августа арестовали на 30 суток за организацию несогласованной властями «забастовки избирателей» 28 января 2018. В задержании именно в этот момент в связи с довольно давним эпизодом сторонники оппозиционера усматривали попытку властей помешать координации акции против пенсионной реформы.
Несмотря на отсутствие лидера, выступления прошли в более чем 80 городах по всей России от Дальнего Востока и Сибири до Москвы и Калининграда, что стало беспрецедентным рекордом по масштабу. Наряду с лозунгами собственно против повышения пенсионного возраста, звучали выкрики «Россия будет свободной!», «Путин — вор!». В большинстве случаев власти не согласовали проведение акций или же ситуация была неопределённой. Например, в Москве мэрия отказала в проведении митинга на Тверской улице, не предложив альтернативного места его проведения, что кем-то может восприниматься как запрет, но по букве закона считается согласованием в соответствии с постановлением Конституционного суда по данному вопросу. Петербургский митинг был изначально согласован, но потом из-за коммунальной аварии власти предложили перенести его с площади Ленина на окраину; организаторы не согласились.
Полиция задержала как минимум 1195 человек, около половины из них — в Санкт-Петербурге (данные ОВД-Инфо). В нескольких городах сотрудники ОМОНа и Росгвардии применяли физическое насилие против демонстрантов: били дубинками, выхватывали из толпы и волокли в автозаки. По данным независимого Профсоюза журналистов и работников СМИ, 17 корреспондентов различных изданий были задержаны или получили удары дубинками, шестеро из них — в Петербурге.
10 сентября суды Санкт-Петербурга вынесли решения по делам 134 участников акции. Им были назначены аресты от трех до десяти суток либо штрафы в размере от пяти до 20 тысяч рублей. На 11 сентября общее количество арестованных в России в связи с событиями 9 сентября составило 60 человек.
Пресс-секретарь В. В. Путина Дмитрий Песков заявил в связи с митингами 9 сентября, что «полиция действует… в соответствии с законодательством», и что «в очередной раз имели место провоцирования несовершеннолетних на участие в… несанкционированных акциях». Председатель Законодательного собрания Петербурга Вячеслав Макаров поблагодарил сотрудников правоохранительных органов. Европейская служба внешних связей осудила российские власти за разгон мирных протестов. В декабре 2018 года, несколько человек, ранее подвергнутых административному аресту в связи с акцией 9 сентября в Казани, подали жалобу на действия властей России в Европейский суд по правам человека. Первая жалоба была коммуницирована уже в конце декабря, «в рекордные сроки».
21 мая 2019 года был задержан и затем арестован на 20 суток глава штаба Навального Л. М. Волков за соучастие в организации митинга 9 сентября.

#### «Бессрочная» акция
В ночь на 10 сентября начался «бессрочный» протест против повышения пенсионного возраста в крупных городах РФ: Москве, Санкт-Петербурге, Новосибирске, Казани, Самаре, Нижнем Новгороде, Калининграде, Орле, Кемерово, Новокузнецке, Обнинске, с 15 сентября в акцию бессрочного протеста включился Иркутск. Несколько позднее присоединился Горно-Алтайск, с 17 числа (под влиянием ситуации с выборами в Приморье) — Владивосток. В рамках протеста небольшие группы организовывали пикеты, первый — около памятника Пушкину в Москве. Были сообщения о задержаниях. Постепенно число городов — участников акции возросло до 38. В Москве 22 сентября состоялось шествие активистов бессрочного протеста, в конце был развёрнут не относящийся к пенсионной теме транспарант «Свободу политзаключенным»; троих задержали.

#### 16 сентября

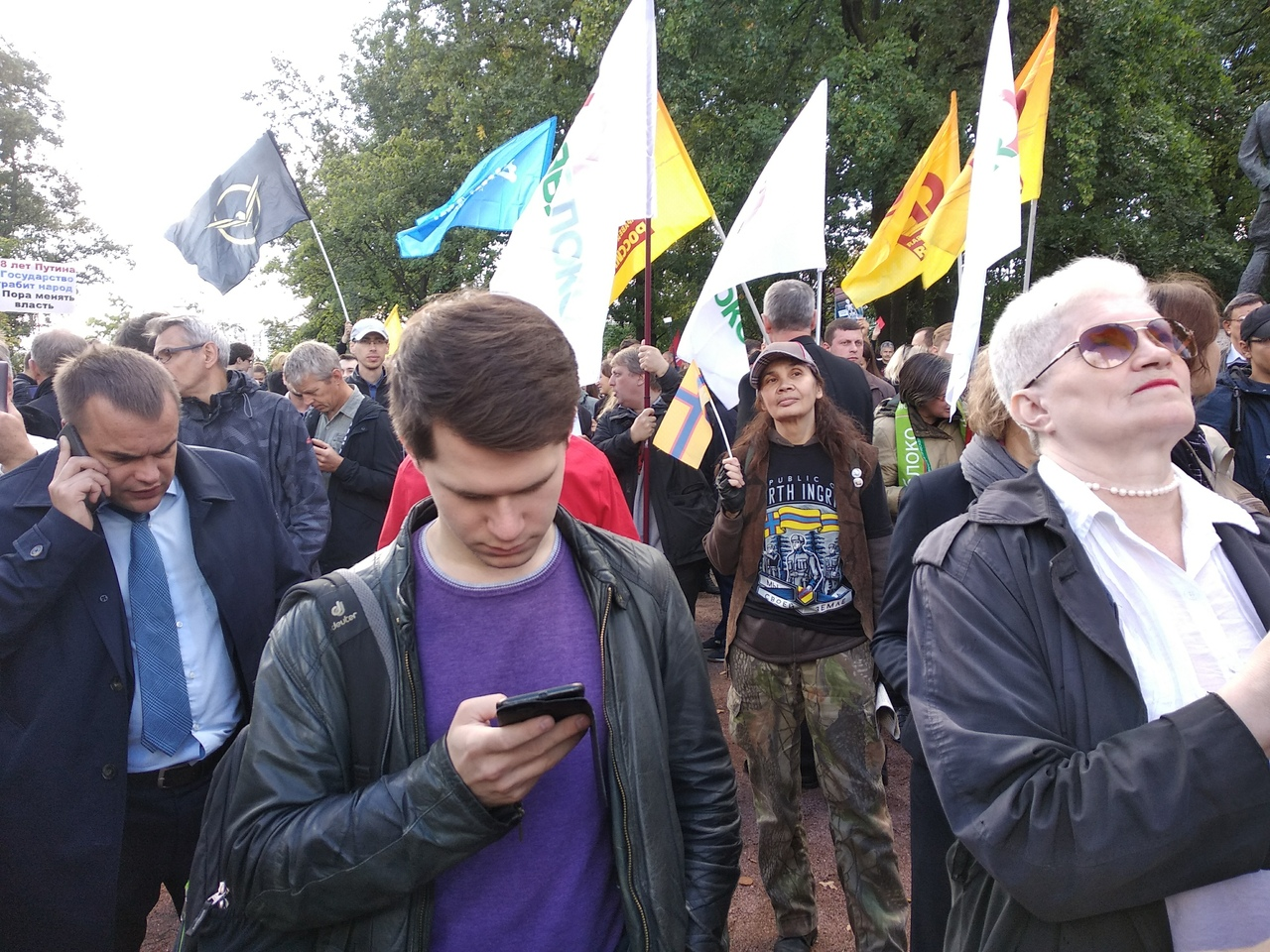
Митинг в Свердловском саду в Санкт-Петербурге 16 сентября 2018 года

Была назначена и согласована акция в Санкт-Петербурге. В её оргкомитет вошли представители партий «Открытая Россия», «СР», «Партия Роста», «Яблоко», «ПАРНАС», ЛДПР и др.. Однако проведение митинга, как намечалось, на площади Ленина городская мэрия позднее сочла невозможным из-за затянувшегося ремонта трубы. Организаторы, тем не менее, настаивали на митинге именно там (ссылаясь на постановление Пленума ВС РФ, в соответствии с которым изменение органом публичной власти согласованных ранее места, времени и условий проведения публичного мероприятия не допускается) и обратились в суд. В последний момент было найдено компромиссное решение о переносе мероприятия против пенсионной реформы в расположенный недалеко от площади Свердловский сад, где проходил согласованный митинг обманутых дольщиков. Против пенсионной реформы протестовало порядка 1,5 тыс. человек. Антиправительственные и антипрезидентские лозунги были запрещены, однако некоторые выступающие прибегали к ним.

#### 22 сентября

Митинг в Москве 22 сентября 2018 года

Различные левые силы, в том числе КПРФ, заявляли о намерении провести протестные акции 22 сентября — в преддверии рассмотрения проекта закона Госдумой во втором чтении. Такие акции прошли повсеместно, но оказались сравнительно малочисленными: в Москве на митинг пришло, согласно официальным сводкам, около 3 тысяч (по оценке «Эха Москвы» 10 тысяч) человек, в других городах число участников составляло максимум несколько сотен. Звучали призывы отказаться от пенсионной реформы, высказывалось недоверие властям, фигурировали клеймящие высших лиц государства плакаты, были экстремистские выкрики.

#### 25 сентября
25 сентября волонтёры левопатриотического движения «Суть времени», демонстративно выстроившись в очередь и закрываясь от дождя одинаковыми красными зонтами, принесли в администрацию президента Путина коробки с подписями более миллиона граждан России против пенсионной реформы.

#### 26 сентября
26 сентября, в день рассмотрения законопроекта о повышении пенсионного возраста во втором чтении, КПРФ провела акцию протеста возле здания Государственной думы.

#### 30 сентября
Небольшой антиреформенный митинг, организованный КПРФ и партией «Яблоко», прошёл в Омске. Хотя к этому моменту законопроект уже был принят Думой, участники выражали надежду на его отмену на стадии рассмотрения в верхней палате и Президентом РФ. Кроме того, митинги состоялись в Воткинске (Удмуртия) и Оренбурге.

#### 3 октября
Состоялся митинг КПРФ и «Левого фронта» у здания Совета Федерации, где в этот день проходило голосование по законопроекту о пенсионной реформе.

### С 4 октября
Несмотря на принятие закона о пенсионной реформе, оппозиционные силы высказывали намерение продолжить протестные действия. Не прекратилась начатая в сентябре «бессрочная» акция. В целом, однако, уличная активность стала сходить на нет из-за отчаяния, хотя аргументы властей в пользу повышения возраста выхода на пенсию так и не поняты населением.

#### 4 октября
КПРФ провела антиреформенный митинг в Тюмени, приурочив его к годовщине московских событий 1993 года.

#### 7 октября
В день рождения В. В. Путина в Екатеринбурге были организованы одиночные пикеты с призывом: «Путин, не иди против народа, не повышай пенсионный возраст!». Аналогичная акция прошла в Иркутске, где пикетирующие обвиняли Путина в «краже» пенсий и трате пенсионных денег «на войны»; в тот же день в ряде городов (Санкт-Петербург, Казань) активисты развернули оскорбляющие президента транспаранты. В Москве было записано обращение участников «бессрочного» протеста с требованиями к власти и призывом к единству оппозиции.

#### 19 октября
Пикеты в Новосибирске, организованные КПРФ (суммарно около 100 участников).

#### 20 октября
Прошла акция протеста в Самаре с участием примерно 500 человек. Сначала мероприятие намечалось на 13-е число, но городские власти потребовали перенести его на неделю.

#### 4 ноября
В День народного единства, помимо официальных мероприятий, в разных городах состоялись «Русские марши» и некоторые другие акции, на которых, наряду с традиционными для соответствующего круга участников лозунгами, имелись антиреформенные. Так, среди агитационных материалов для московского Марша фигурировало «В 2018 украли пенсии… Пора призвать воров к ответу!», а во Пскове на протестной акции против действий властей прозвучало, что пенсионные деньги украдены чтобы «накормить путинских олигархов» и их охраняющих.

#### 5 ноября
В Москве 5 ноября движение «Суть времени» провело митинг «Отстоим социальные завоевания Октября — нет пенсионной реформе!» (около 2500 участников). Выступили лидер движения С. Е. Кургинян и делегаты разных регионов РФ. Митингующие призывали отменить «аморальную» реформу, заявляли, что она подрывает единство страны и что «народ ждёт от Путина ответа, как остановить беду, которая кончится развалом России».

#### 7 ноября
7 ноября по всей России (Москва, Санкт-Петербург, Калининград, Иркутск, Новосибирск и др.) проводились акции, организуемые левыми политическими силами и приуроченные к 101-й годовщине Октябрьской революции. Тема пенсионной реформы поднималась на многих акциях. Одним из инициаторов был С. С. Удальцов (ещё 22 сентября объявивший о митинге 7 ноября в Москве), но именно 7 ноября он был вызван в полицию (по мнению самого Удальцова — чтобы исключить его содействие протестной акции).

#### Конец 2018 года
Проходили одиночные пикеты и другие немассовые акции против пенсионной реформы и проголосовавших за неё депутатов Госдумы: в Астрахани (10 ноя), Волгограде (11 ноя), Санкт-Петербурге (8 и 17 ноя), Омске (17 ноя), Самаре (24 ноя), Новосибирске (25 ноя) и др. городах. В ряде случаев пикетирующие разворачивали портреты поддержавших реформу депутатов с пометкой «#неизбираем(а)», то есть с призывом никогда больше не избирать данных лиц в какие бы то ни было органы власти, и рассматривали свою акцию как «поздравление» единороссам к 17-й годовщине основания их партии (1 декабря).
12 декабря во многих городах РФ (Волгограде, Новосибирске и др.) были выставлены пикеты, приуроченные ко Дню Конституции, с требованием отмены реформы, являющейся, по мнению протестующих, антиконституционной. Через несколько дней, 16 декабря, прошли новые антиреформенные пикеты (Санкт-Петербург, Казань). Спустя ещё неделю, 23 декабря, пикеты в Санкт-Петербурге повторились: на этот раз поводом стало то, что президент Путин на большой пресс-конференции 20 декабря затронул пенсионную тему лишь минимально, по существу так и не откликнувшись на «миллион подписей против реформы».

### После 2018 года

#### Первый квартал 2019
В 2019 году выступления против повышения пенсионного возраста продолжились.
23 февраля более 60 человек приняли участие в митинге против политики российского правительства, который прошёл в центре Новосибирска и был организован общественным движением «Пенсионеры — за достойную жизнь» совместно с «Левым фронтом».
16 марта в Липецке прошёл антиреформенный митинг с саркастической повесткой повышения пенсионного возраста до 120 лет. Пришли около 50 человек. Митингующие приняли резолюцию: «Мы, граждане России, согласны работать до 120 лет, чтобы наши чиновники и богатеи имели самые дорогие яхты и в Париже имели женщин с самой низкой социальной ответственностью…».
На организованном левыми силами митинге в Москве 17 марта, приуроченном к годовщинам сразу нескольких событий: переизбрания В. В. Путина на четвёртый срок (2018), референдума в Крыму (2014), референдума за СССР (1991) — среди основных лозунгов был «Отменить пенсионную реформу!».
23 марта 2019 года КПРФ провела всероссийскую общественно-политическую акцию «Защитим социально-экономические права граждан!». Среди лозунгов был «Не забудем, не простим унижения пенсионной реформой власти!». В Москве митинговали около 2500 человек, в других городах — до нескольких сотен (например, в Новосибирске — 500, Самаре — 1000, Пскове — 350—400).

#### «День людоеда»
Движение «Суть времени» организовывало пикетирование в более чем 30 городах РФ. Максимальное количество пикетов проходило 3 числа каждого месяца и приурочивалось к так называемому «Дню людоеда» (его планируется отмечать ежемесячно): как раз третьего числа (03.10.2018) был принят закон о реформе. Помимо пикетов, по всей стране была организована серия круглых столов и конференций, на которых эксперты (экономисты, демографы, медики и др.) высказывались о проблемах, привнесённых пенсионной реформой.
В акциях (в частности, 3 июня 2019 года) участвовало много молодёжи, осознающей «крайнюю несправедливость сделанного [реформаторами]» и угрозу «именно молодёжной безработицы»; по словам протестующих, их позиция находит поддержку даже у полиции.
Мероприятия из серии «День людоеда» не прекратились и во второй половине 2019 года. Так, 3 ноября пикеты прошли в Вологде, Томске, Екатеринбурге и других городах России.

#### 1 мая 2019
1 мая левые силы (КПРФ, Левый фронт и др.) провели шествия и митинги во всех крупных городах РФ с участием тысяч человек. Среди требований звучали призывы к отмене реформы, однако пенсионная тема являлась не единственной и не доминирующей, а одной из многих. Как в метрополиях, так и в небольших населённых пунктах граждане акцентировали обострение проблем после старта реформы: снижение жизненного уровня, осложнение поиска работы, бесправие пожилых граждан. Наиболее массовые акции в этот день организовала Федерация профсоюзов, но лозунгов о пенсионной реформе на них не выдвигалось.

#### 30 июня 2019
30 июня 2019 года в Хабаровске прошёл митинг против пенсионной реформы; две тысячи участников потребовали отправить в отставку Д. А. Медведева и заблокировать обсуждавшийся тогда проект закона об ИПК.

#### 7 ноября 2019
7 ноября во многих городах РФ прошли акции коммунистов и других левых сил в связи с годовщиной Октябрьской революции, на этот раз 102-й. В Москве участвовало около 10 тыс. человек. Одним из требований выступавших была отмена пенсионной реформы, отмечалось, что подобные реформы создают предпосылки для новой социалистической революции.

#### Дальнейшее
К концу года уличная антиреформенная активность стала совершенно сходить на нет. Однако, как показало изучение общественного мнения, «то, что не выходят массово на митинги, ничего не значит: глухую злобу затаил народ, а, отчаявшись, сделал первое, что можно было сделать в ситуации, на которую повлиять нельзя: стал меньше рожать». По итогам 2019 года депопуляция обрела угрожающие масштабы, не объясняющиеся только демографическим наследием 1990-х. Одновременно пенсионная реформа, вызвав массовую озлобленность, стала катализатором протестов по другим направлениям, таких как протесты медиков, социальные протесты, протесты против мусора и мусорной реформы.
В конце 2020 года, экономист Е. Ш. Гонтмахер описал общественные настроения так: «Если кто-то… думает, что… массовое недовольство, которое тогда [в 2018-м] проявилось, рассосалось, он сильно ошибается. Да, люди перестали протестовать, выходя на улицу, но запомнили эту вопиющую с их точки зрения несправедливость, которая тогда была допущена. Рана, нанесенная тогда массовому общественному сознанию, не зажила, и любая политическая сила, которая заявит о необходимости либо отмены, либо…приостановки повышения пенсионного возраста, получит… симпатии миллионов человек.»
Летом 2021 года, в преддверии выборов в Госдуму, идея отмены реформы стала главным пунктом оппозиционной агитации. 28 августа в Москве состоялся небольшой антиреформенный митинг. По итогам выборов в сентябре выступавшие резко против реформы левые партии (КПРФ и СР) получили в сумме на 19 мест больше, чем пятью годами ранее, КПРФ по партийным спискам улучшила результат в полтора раза. Но радикального снижения представительства правящей партии «Единая Россия» не произошло.

## Реакция властей
Власти России с самого начала опасались эскалации протестов против пенсионного законопроекта и, вероятно, предполагали, в зависимости от остроты реакции, «смягчить параметры реформы» (под смягчением понимается удлинение переходного периода и/или снижение целевой возрастной планки). Однако, каких-либо конкретных заявлений высших должностных лиц государства в связи с протестами — размахом которых Кремль, по ощущению оппозиционеров, был «напуган» — почти до конца лета не последовало. Президент В. В. Путин долгое время дистанцировался от законопроекта, а премьер Д. А. Медведев и его заместители не пришли на парламентские слушания 21 августа по реформе, организованные из-за крайне негативной реакции населения.
Перед слушаниями от «Единой России» поступила идея ввести меры поддержки «отсроченных» пенсионеров, в их числе сохранение льгот гражданам с 60 (55) лет, выплаты средств накопительной пенсии также с 60 (55) лет, организация переобучения и диспансеризации пожилых граждан, снижение стажа для досрочной пенсии до 42 (37) вместо 45 (40) лет. Критики назвали всё это несерьёзным прикрытием пенсионной махинации.
В середине июня, в связи с быстро нараставшим числом подписантов антиреформенных петиций, председатель комитета Госдумы по труду, социальной политике и делам ветеранов Я. Е. Нилов разделил беспокойство россиян и сказал, что столь чётко выраженное мнение, возможно, будет учтено путём смягчения реформы. Однако, хотя по правилам петицию на сайте РОИ, набравшую 100 тыс. подписей ещё 18 июня, должны были рассмотреть за два месяца, соответствующую рабочую группу (рук. — К. А. Чуйченко) создали только 2 августа, что привело к отсрочке рассмотрения до октября; в итоге вопрос был замят.
29 августа в 12:00 (МСК) В. В. Путин выступил с телеобращением по пенсионной реформе, прямую трансляцию вели «Первый канал», «Россия-1», «НТВ», «ТВ Центр», «Пятый канал», «РЕН ТВ», «Звезда» и другие. В обращении он предложил повысить возраст выхода на пенсию для женщин не до 63, а до 60 лет и предусмотреть ряд других смягчающих моментов. Факт подробного выступления президента по столь резонансному вопросу после длительного молчания был расценен как крайне важный, однако на степень недовольства граждан и намерение продолжить протестные действия это почти не повлияло, так как многие ожидали более радикального смягчения (например, установления пенсионного возраста мужчин «где-нибудь на уровне 62-63 года», сдвига реформы с запуском её «в самом конце… президентского срока» — да и вообще «царь оказался совсем не таким добрым, как… прогнозировали»).
Для исключения дискриминации «отложенных» пенсионеров на рынке труда введена уголовная ответственность за увольнение сотрудника в течение предпенсионного периода (пяти лет перед достижением нового пенсионного возраста). Есть, однако, опасения, что такая мера только ухудшит ситуацию, поскольку работодатели, просто из подстраховки, будут увольнять или переводить людей на краткосрочные контракты перед вступлением в предпенсионную стадию.
26 сентября Дума приняла законопроект во втором, а 27 сентября — в третьем чтении. Совет Федерации также одобрил реформу (3 октября), в тот же день закон был подписан президентом РФ. Власть «продавила» пенсионную реформу, фактически уйдя от диалога с населением и проигнорировав протестные выступления. Вместо диалога, власть разными способами («от создания административных препятствий и иных ухищрений, мешающих нормальному проведению мероприятий, до прямого силового воздействия, запугивания, давления») старалась воспрепятствовать выражению мнения гражданами. Число желающих митинговать снизилось, но убедить россиян в правильности реформы её идеологам не удалось. Люди поняли, что решение не переиграют, и смирились с реформой, не согласившись с ней. В обществе осталось очень большое напряжение. Последствия повышения пенсионного возраста в России могут быть непредсказуемыми.
К середине ноября лидер движения «Суть времени» С. Е. Кургинян (как официальный заявитель антиреформенного обращения с миллионом подписей) получил ответ из администрации президента. Кургинян назвал ответ «филькиной грамотой», ввиду его неконкретности и бессодержательности, несмотря на беспрецедентно большое число подписантов.
Сохранение общественного напряжения в январе 2019 года признал и один из видных сторонников реформы А. Г. Силуанов, при этом отметив, что исключительно тяжёлая реакция населения была для него неожиданной и вынудила отложить обсуждение дальнейших изменений в сфере пенсионного законодательства — перехода на новую накопительную систему (индивидуальный пенсионный капитал).

## Борьба за референдум

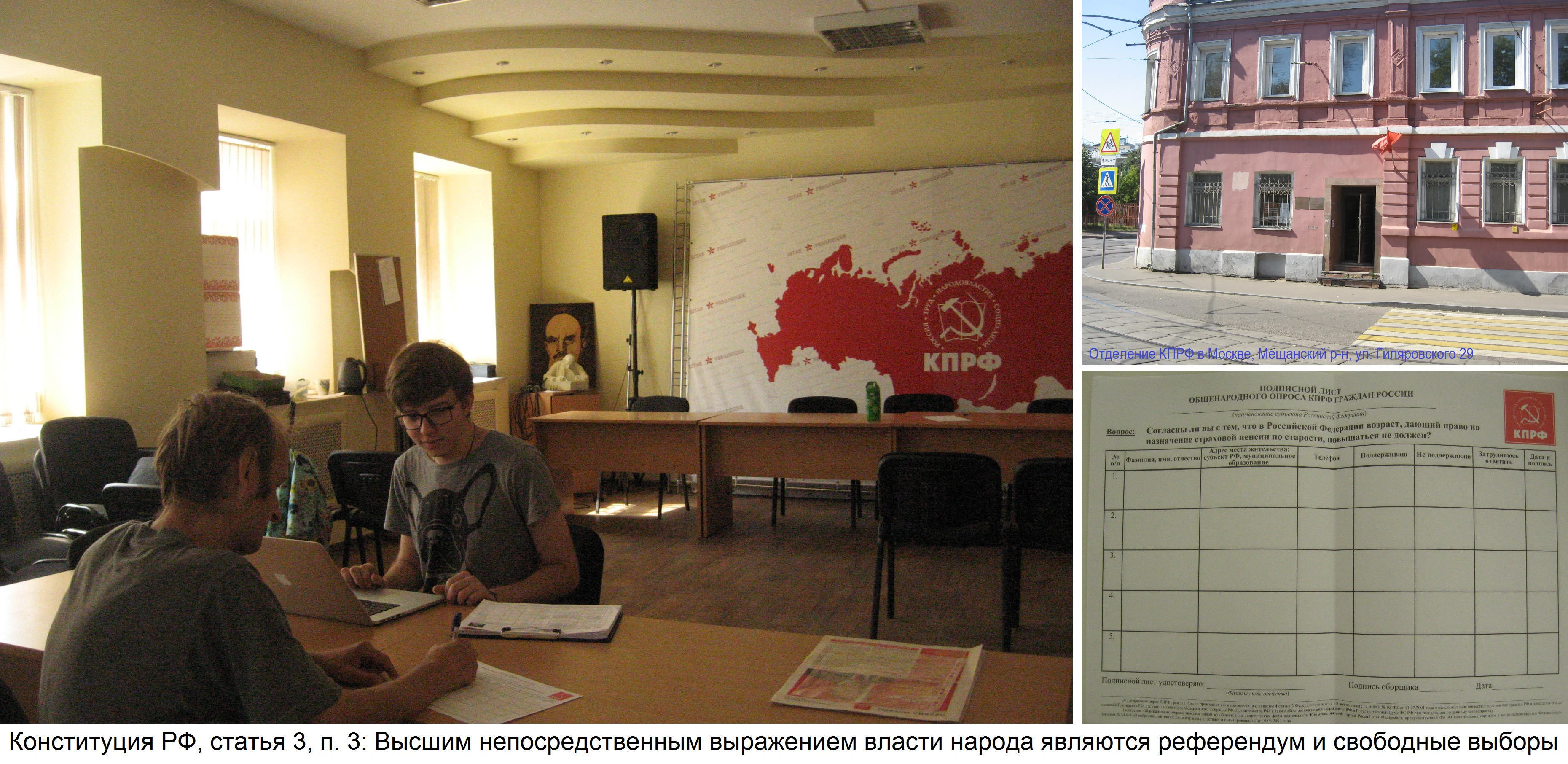
Сбор подписей.

30 июня 2018 года инициативная группа ЦК КПРФ и московского горкома КПРФ заявила в ЦИК РФ и Мосгоризбирком о желании провести всероссийский референдум о предстоящей пенсионной реформе. Затем 23 июля в ЦИК были поданы соответствующие документы. Однако, 27 июля ЦИК ответила отказом.
Несколько позже поступили новые заявки на проведение референдума по реформе. 8 августа три из них — представленные союзом по работе с многодетными семьями, активистами из СР и (снова) КПРФ — получили разрешение ЦИК. 10 августа ЦИК одобрила ещё две заявки — от инициативных групп граждан из Нижегородской и Вологодской областей: первую возглавляет Алексей Якимов, назвавшийся «директором музея трезвости», вторую — «блогер и предприниматель» Сергей Мельников.
Чтобы референдум состоялся, группа-инициатор должна была зарегистрировать свои подгруппы минимум в 43 регионах России, а затем собрать 2 млн подписей. При этом конкуренция между инициаторами мешала, так как в конкретном регионе не допускается регистрация нескольких подгрупп с аналогичными вопросами для плебисцита. Глава ЦИК Э. А. Памфилова призывала организаторов объединяться: «Чем больше будет групп, тем меньше вероятность, что хоть кто-то дойдёт до референдума». Представители КПРФ допускали возможность объединения с другими инициаторами, хотя подозревали их в действиях по указке администрации президента, желании оттеснить Компартию и в итоге сорвать референдум. Позже КПРФ обвинила некоторые инициативные подгруппы людей в ускоренной регистрации в обход правил и намерении «слить» референдум властям страны.
На 28 августа подгруппы были зарегистрированы в 49 из 85 регионов. Самыми активными оказались малоизвестные группы, что «свидетельствует о том, что это была срежиссированная задача заблокировать референдум». О том же говорит и дальнейшее развитие событий: когда к концу сентября зарегистрировалось 70 региональных подгрупп и было назначено общефедеральное заседание инициаторов, на него явились представители лишь трёх подгрупп, зарегистрированных не от СР или КПРФ, — в результате не набрался кворум. Руководство КПРФ не исключало обращения в Конституционный суд для разрешения патовой ситуации.
В итоге, спойлерство групп, не связанных с СР или КПРФ, и бюрократические проволочки привели к непредставлению необходимых документов в ЦИК в срок, вследствие чего 17 октября ЦИК отказала в проведении пенсионного референдума. Однако, после одобрения реформы обеими палатами парламента и президентом статус гипотетического референдума всё равно был непонятен.

## Освещение протестов в СМИ
По мнению Русской службы BBC, имело место замалчивание ведущими российскими СМИ масштаба протестов и степени возмущения граждан планами реформаторов. Например, главные российские телеканалы свели к минимуму подачу информации об акциях протеста, прошедших 28—29 июля с участием десятков тысяч человек. Вместе с тем, в иностранной прессе и на ряде нерусскоязычных каналов антиреформенные митинги в России получили широкое освещение (см. на немецком, английском, французском яз.).
Процесс и факт передачи обращения, подписанного более чем миллионом граждан, президенту России крупные СМИ (РИА Новости, ТАСС и др.) почти полностью проигнорировали.

## Аналогичные протесты вне РФ
Постепенное повышение пенсионного возраста из-за демографических причин является общемировой тенденцией и происходит практически во всех государствах. Нередко подобные планы правительств вызывают недовольство граждан, как и в России. В частности, в 2018 году состоялись акции протеста в Бельгии и Хорватии; в обоих случаях речь шла о подъёме возраста выхода на пенсию до 67 лет. В 2000-е и 2010-е годы мощные протесты имели место в Бразилии, Испании, Франции и ряде других стран. Во Франции протесты вспыхнули также в 2023 году. Вместе с тем есть примеры сдержанной реакции населения — скажем, в Германии и США никаких уличных выступлений по мотивам пенсионного возраста не было. На отношение граждан влияли предварительная работа властей с населением (или отсутствие таковой), заблаговременность информирования об изменениях (или их внезапность), установление невысокого (или слишком быстрого) темпа наращивания пенсионного возраста, а также другие факторы.

## Итоги и выводы
Выполненный позднее анализ событий позволил сделать следующие выводы.
Нет никаких сомнений, что реформа воспринималась обществом негативно — причём не только из-за грозящих материальных потерь, но потому, что попирала принцип справедливого социального распределения доходов и, как следствие, лишала достоинства.
Несмотря на протестный потенциал, масштаб акций, проведённых ключевыми политическими оппозиционными силами, следует оценить как довольно скромный. Общенационального социального протестного движения, объединённого темой пенсионной реформы, создано не было. Имело место значительное расхождение между числом людей, выразивших готовность прийти на акции протеста (28 % в конце июля 2018 г., по опросу Левада-центра), и показателями количества участников реальных демонстраций.
Антиреформенные протесты не привели к изменению плана правительства (или, если рассматривать власть и народ России как конфликтующие стороны, «потерпели поражение») по причине разрозненности действий оппозиционных политических сил и внесистемной оппозиции, не готовых к консолидации в экстренной ситуации, неспособности представителей этих сил создать широкую сеть непартийных активистов в регионах, отсутствия согласованной реакции официальных профсоюзов.
Власть смогла запустить реформу (или, в другой формулировке, «одержала победу над народом») в том числе благодаря
- полному соответствию действий рекомендациям Международного валютного фонда (аналитический доклад «Заявление МВФ, 2018» о состоянии российской экономики[198]);
- жёсткому заявлению безальтернативности политики «строгой экономии» в том виде, как она практикуется правительствами большинства стран мира;
- пошаговости повышения пенсионного возраста, позволившей избежать спонтанной агрессии «снизу» из-за эффекта единовременной потери.

В связи с пенсионной реформой в обществе сохранился опасный уровень озлобленности, готовности мстить и недоверия. Более полутора лет (лето 2018 — весна 2020) реформа оставалась центральным вопросом в стране. Снизить такой накал смогла только пандемия коронавируса.